# Martin zur Nedden
Martin zur Nedden (* 15. Oktober 1952 in Hannover)  ist ein deutscher Stadtplaner und Wissenschaftler in diesem Themenkreis. Er war 1999 bis 2006 Stadtbaurat in Bochum und von 2006 bis 2013 in  Leipzig, dort formal: Beigeordneter für Stadtentwicklung und Bau und auch Bürgermeister. Danach wurde er Wissenschaftlicher Direktor und Geschäftsführer am Deutschen Institut für Urbanistik (difu) in Berlin, als Nachfolger von Klaus J. Beckmann. Er leitete das difu bis 2018. Sein Nachfolger ist Carsten Kühl. Er ist Sohn von Felix zur Nedden und Bruder von Dietrich zur Nedden.

## Ausbildung und Werdegang
Zur Nedden studierte 1974 bis 1980 Raumplanung und Raumordnung an der Technischen Universität Wien. Er absolvierte das Referendariat  der Fachrichtung Städtebau an der Bezirksregierung Münster erfolgreich und wurde damit zum Bauassessor. Nach Stationen in privaten Büros, bei der Gemeinde Isernhagen, in Unna und beim Land Brandenburg sowie in Bochum  wurde er dort Stadtbaurat und wechselte 2006 in gleicher Funktion zur Stadt Leipzig.

## Mitgliedschaften
Er ist oder war zeitweise
- Präsident Deutsche Akademie für Städtebau und Landesplanung (DASL)
- aktuell (Januar 2022) Mitglied im Präsidium der DASL[1]
- Stellv. Kuratoriumsvorsitzender Deutsche Bundesstiftung Umwelt (DBU), Mai 2014 bis April 2019[2][3]
- Stellv. Vorsitzender des Stiftungsrates Bundesstiftung Baukultur[4]